# Modern (pjäs)
Modern (tysk originaltitel: Mutter. Leben der Revolutionärin Pelagea Wlassowa aus Twer) är en tysk teaterpjäs av Bertolt Brecht som hade premiär i Berlin 1932. Brecht baserade pjäsen på Gorkijs roman ”En Mor” och den är till stora delar tonsatt, med musik av Hanns Eisler.